# Bulbophyllum evansii
Bulbophyllum evansii là một loài phong lan thuộc chi Bulbophyllum.